# Tretja križarska vojna
Tretja križarska vojna, znana tudi kot Križarski pohod kraljev,  je bil poskus evropskih vladarjev, da bi ponovno osvojili Sveto deželo, ki jo je po padcu Jeruzalema leta 1187 skoraj v celoti osvojil egiptovski sultan Saladin.
Po propadlem drugem križarskem pohodu je muslimaska dinastija Zengidov obvladovala celotno Sirijo in se zapletla v spore s Fatimidi iz Egipta, kar je nazadnje pripeljalo do združitve egiptovske in sirske vojske pod Saladinovim poveljstvom. Združena vojska je postopoma osvajala ozemlje Jeruzalemskega kraljestva in leta 1187 osvojila Jeruzalem. Verska gorečnost in padec Jeruzalema sta vzpodbudila angleškega kralja Henrika II. in francoskega kralja Filipa II. da sta prekinila medsebojne spore in napovedala novo sveto vojno. Henrik je leta 1189 umrl, zato je poveljevanje angleškega dela križarske vojske prevzel Rihard I. Pozivu na vojno se je odzval tudi ne več mladi cesar Svetega Rimskega cesarstva Friderik I. Barbarossa in osebno vodil vojsko preko Anatolije. Friderik je še pred prihodov v Sveto deželo umrl, kar je tako zmanjšalo moralo njegove vojske, da se je večina enot vrnila domov. 
Križarska vojska je na začetku dosegla nekaj vojaških uspehov, potem pa so se začeli prepiri zaradi delitve plena, zato sta Leopold V. in Filip II. avgusta 1191 razočarana nad Rihardom zapustila Sveto deželo. 
2. septembra 1192 sta Rihard in Saladin sklenila pogodbo, po kateri je Jeruzalem ostal pod muslimansko oblastjo, neoboroženi krščanski romarji pa so lahko neovirano obiskovali sveta mesta. 9. oktobra 1192 je tudi Rihard zapustil Sveto deželo. 
Tretja križarska vojna ni dosegla svojega cilja - osvoboditve Jeruzalema, zato so šest let kasneje napovedali četrto križarsko vojno.

## Zgodovinsko ozadje

### Združitev muslimanov
Po spodleteli drugi križarski vojni je oblast v Damasku prevzel atabeg Nur ad-Din, združil Sirijo in se začel vojskovati s Fatmidi v Egiptu. Leta 1163 je poslal na vojni pohod v Nilovo delto svojega najbolj zanesljivega generala Širkuha, katerega je spremljal nečak Saladin.
Širkuhova vojska se je utaborila pred Kairom. Egiptovski sultan Šavar je poklical na pomoč jeruzalemskega kralja Amalrika I. in Amalrikova vojska je leta 1164 pri trdnjavi Bilbajs napadla Širkuhovo vojsko. Nur ad-Din je poskusil jeruzalemsko vojsko odvrniti od Egipta, zato je napadel Antiohijo, pobil križarske vojake in ujel več vodilnih plemičev, med njimi tudi kneza Bohemonda III. Antioškega. Skalpe krščanskih branilcev je poslal Širkuhu, on pa jih je v Bilbajsu obesil na ogled Amalrikovi vojski. Zaradi Nur ad-Dinovih vojaških operacij na severu sta se Amalrikova in Širkuhova vojska kmalu umaknili iz Egipta.
Nur ad-Din je leta 1167 Širkuha ponovno poslal v Egipt in Šavar je na pomoč ponovno poklical Amalrika. Združena egiptovsko-krščanska vojska je Širkuha prisilila na umik v Aleksandrijo, po njegovem umiku pa je egiptovsko-jeruzalemsko zavezništvo razpadlo in križarska vojska je začela oblegati Bilbajs. Sultan Šavar je tokrat zaprosil in dobil pomoč svojega nekdanjega sovražnika Nur ad-Dina in Amalrik se je moral zaradi pomanjkanja zalog in premoči združene vojske umakniti iz Egipta. 
Leta 1168 je Amalrik s podporo bizantinskega cesarja Manuela I. Komnena ponovno napadel Egipt.  Na začetku leta 1169 ga je Širkuhova vojska prisilila k umiku in Nur ad-Din je zatem zavladal celemu Egiptu. Sultana Šavarja so zaradi sodelovanja s krščansko vojsko obglavili, na njegovo mesto pa je bil kot vezir novoosvojenih ozemelj imenovan Širkuh. 

### Saladin
Širkuh je že po nekaj mesecih vladanja nepričakovano umrl. Nasledil ga je Salah ad-Din Jusuf, bolj znan kot Saladin. Leta 1174 je umrl tudi Nur ad-Din in svoje novo cesarstvo prepustil komaj enajst letnemu sinu As-Salihu. Edini mož, ki je bil dovolj sposoben nadaljevati sveto vojno proti kristjanom, je bil Saladin. Postal je sultan Sirije in Egipta in ustanovitelj dinastije Ajubidov. 
Leta 1174 je umrl še jeruzalemski kralj Amalrik in prepustil kraljestvo trinajst letnemu sinu Baldvinu IV.. Mladi kralj je imel leprozo, a je bil kljub temu učinkovit in aktiven vojaški poveljnik. Leta 1177 je s podporo Raynalda Châtillonskega, ki so ga leta 1176 izpustili iz ujetništva, porazil Saladina v bitki pri Montgiscardu. Kasneje je s Saladinom sklenil pogodbo o prosti trgovini med muslimanskimi in krščanskimi ozemlji. 
Raynald Châtillonski je bil roparski vitez, ki je napadal karavane po celem Bližnjem vzhodu. Svojo dejavnost je nato razširil na piratstvo na Rdečem morju, kjer ni napadal samo trgovskih ladij, ampak celo Meko. Njegova dejanja so tako raztogotila muslimanski svet, da se ga je prijel sloves najbolj osovraženega človeka na Bližnjem vzhodu.
Baldvin IV. je leta 1185 umrl in kraljestvo prepustil svojemu nečaku Baldvinu V., katerega je že leta 1183 okronal za svojega so-kralja. Njegov regent je postal Rajmond III. Tripolski. Balvin V. je že naslednje leto umrl in jeruzalemsko krono sta nasledila njegova mati princesa Sibila, sestra Baldvina IV., in njen mož Guy Lusignanski. 

### Padec Jeruzalema
Glavna članka: Bitka pri Hattinu in Obleganje Jeruzalema
Približno takrat  je Raynald Châtillonski oropal bogato karavano in vse potnike odpeljal v ujetništvo. Saladin je zahteval, da jetnike izpusti in vrne ukradeni tovor. Novi kralj je Raynalda pozval, naj izponi Saladinove zahteve, vendar je Raynald njegov poziv zavrnil. 
Raynaldov napad na karavano je dal Saladinu povod za odkrito ofenzivo proti Jeruzalemskemu kraljestvu in leta 1187 je najprej napadel Tiberijo. Regent Rajmond je kralju svetoval, naj bo potrpežljiv, Guy pa se je kljub temu z vojsko odpravil v napad na Saladina in se utaboril pri Hattinskih rogovih v bližini Tiberije. Sledila je bitka pri Hattinu, v kateri je Saladin popolnoma uničil žejno in demoralizirano križarsko vojsko. 
Kralja Guya in Rajnalda Châtillonskega so ujeli in odpeljali v Saladinov tabor, kjer so kralju ponudili vode. Po muslimanskih pravilih gostoljubja je to pomenilo, da je pod neposrednim gostiteljevim varstvom, dajanje prejete vode ali hrane nekomu tretjemu pa je pomenilo nezaslišano kršitev teh pravil in je bilo prepovedano. Rajnald, ki že nekaj dni ni okusil vode, je pograbil čašo iz Guyevih rok, Saladin pa ga je, tudi zaradi zločinov iz preteklosti, zato obglavil. 
Saladin je z Guyem ravnal kot s kraljem, vendar ga je kot ujetnika poslal ga je v Damask in ga izpustiil šele po plačilu visoke odkupnine.
Saladin je do konca leta osvojil še Akon in Jeruzalem. Kasneje so pravili, da se je papež Urban III. potem ko je izvedel za padec Jeruzalema, sesedel in umrl. To prav gotovo ni res, ker v času njegove smrti novice o padcu Jeruzalema še niso mogle priti do Evrope.

## Priprave na vojno
Novi Papež Gregor VIII. je razglasil, da je padec Jeruzalema kazen za grehe kristjanov cele Evrope in začel pozivati na novo križarsko vojno. Kralja Henrik II. Angleški in Filip II. Francoski sta zato prekinila medsebojno vojno in uzakonila tako imenovano »Saladinovo takso«, s katero sta financirala svoja pohoda. Canterburyjski nadškof Baldvin Exetrski je celo odšel v Wales, kjer je s pridiganjem prepričal 3.000 mož, da so se prilključili kraljevi vojski.

## Pohod

### Friderik Barbarossa
Na papežev poziv se je takoj odzval priletni cesar Svetega Rimskega cesarstva Friderik I. Barbarossa. Križ je prejel 27. marca 1188 v katedrali v Mainzu in se kot prvi že maja 1189 odpravil na pot v vojsko 100.000 mož, med katerimi je bilo okrog 20.000 vitezov. Zgodovinarji so prepričani, da so številke pretirane in da je vojska, s 3.000 vitezi vred, v resnici štela okrog 15.000 mož.
Bizantinski cesar Izak II. Angel je s Saladinom sklenil tajni dogovor, da bo oviral Barbarossov pohod v zameno za varnost svojega cesarstva. 18. maja 1190 je nemška vojska osvojila Konyo, glavno mesto Seldžuškega sultanata Rum, 10. junija pa je pri prehodu čez reko Göksu Friderik padel s konja in utonil. Po njegovi smrti je morala križarjev tako padla, da se je večina njegove vojske vrnila v Nemčijo. Friderikov sin Friderik Švabski je preostalih 5.000 mož odpeljal v Antiohijo, kjer so Friderikovo telo skuhali in ločili meso od kosti. Meso so pokopali v cerkvi svetega Petra, kosti pa so zložili v vrečo in jih odnesli s seboj. 
Nemška vojska se je v Antiohiji zaradi bolezni še bolj osula, zato je mladi Friderik prosil svojega sorodnika Konrada Montferraškega za spremstvo do Akona, kjer so očetove kosti pokopali.

### Rihard in Filip
Henrik II. Angleški je 6. julija 1189 umrl. Nasledil ga je sin Rihard I. Levjesrčni, ki je takoj ustanovil sklad za križarski pohod. Julija 1190 sta s Filipom II. skupaj odplula iz Marseillana Sicilijo. Rihard je za prevoz svojih 650 vitezov, 1.300 konj in 1.300 oprod najel genovske ladje. 
Viljem II. Sicilski je prejšnje leto umrl. Nasledil ga je Tankred, ki je Viljemovo ženo in Rihardovo sestro Ivano Angleško vrgel v ječo. Rihard ga je zato napadel, 4. oktobra 1190 zavzel glavno mesto Sicilije Messino in osvobodil Ivano. Filip je 30. marca 1191 odplul naravnost proti Levantu in sredi maja priplul v Tir. 20. maja se je pridrižil oblegovalcem Akona.
Rihard je zapustil Sicilijo šele 10. aprila. Kmalu potem, ko je odplul, je njegovo ladjevje stotih ladij z 8000 možmi zajelo močno neurje, v katerem je nekaj ladij izginilo. Med pogrešanimi  sta bila tudi Ivana, Rihardov finančnik Berengaria in velik del denarja, ki je bil namenjen za financiranje pohoda. Kmalu se je izkazalo, da je denar zaplenil Izak Dukas Komnen Ciprski, Ivana pa je bila nepoškodovana. Rihard je 6. maja priplul v Limassol na Cipru, kjer se je srečal z Izakom. Izak mu je obljubil, da mu bo vrnil zaplenjeno premoženje in mu dal na razpolago 500 vojakov, ko se je vrnil v svojo trdnjavo v Famagusti pa je obljubo prelomil in začel siliti Riharda, naj zapusti otok. Izakova aroganca je povzročila, da je Rihard v nekaj dneh osvojil cel otok Ciper. 

## Obleganje Akke
Leta 1189 je Saladin izpustil jeruzalemskega kralja Guya iz ujetništva. Guy je hotel takoj zatem prevzeti poveljstvo krščanske vojske v Tiru, vendar je poveljstvo zaradi uspešne obrambe mesta obdržal Konrad Montferraški. Guy je zato s svojo vojsko krenil proti bogatemu pristanišču Akka in ga začel 28. avgusta oblegati. Guyu se je pridružila pravkar prispela Filipova vojska, toda tudi obe vojski nista bili dovolj močni, da bi se učinkovito zoperstavili Saladinu. 
Naslednjih petnajst mesecev se pred Akonom ni zgodilo nič pomembnega, potem pa je 31. oktobra 1190 50 muslimanskih galej prebilo krščansko pomorsko blokado, ki je preprečevala oskrbovanje mesta. 26. decembra je priplula še flota iz Egipta in muslimani so od takrat popolnoma obvladovali dogajanja na morju. 
19. maja je okrepljena Saladinova vojska napadla križarski tabor. Napadi so trajali celih osem dni, potem pa se je začelo obleganje oblegovalcev. Življenje v taboru je kmalu postalo neznosno. Hrane je bilo vedno manj, okoliški vodnjaki pa so bili okuženi z razpadajočimi trupli.  Poleti je taboru izbruhnila epidemija, zaradi katere sta umrli tudi kraljica Sibila in obe njeni hčerki. Guy, ki je bil kralj samo kot zakonski mož, si je prizadeval obdržati krono, čeprav je bila njena zakonita naslednica Sibilina polsestra Izabela. V borbi za krono se je Izabela na hitro ločila od Humphreya IV. Toroškega in se poročila s Konradom Montferraškim, ki se je v njenem imenu proglasil za kralja. 
Pozimi leta 1190-1191 je bilo še več izbruhov diareje in mrzlice, zaradi katere so umrli Friderik Švabski, jeruzalemski patriarh Heraklij in Teobald V. Bloiški. Ko so spomladi leta 1191 ponehala zimska neurja, je v Sveto deželo priplul Leopold V. Avstrijski in prevzel poveljstvo nad ostanki cesarske vojske. Filip II. je s Sicilije priplul šele maja. 
8. junija 1191 je v Akko priplul Rihard I., prevzel poveljstvo in mesto se je 12. julija vdalo. Obleganje Akke je bila najdaljša vojaška operacija v vsej zgodovini križarskih vojn in je zahtevala največ žrtev. 
Rihard, Filip in Leopold so se po osvojitvi mesta začeli prerekati o delitvi plena in Rihard je iz prezira do Leopolda snel nemško zastavo z mestnega obzidja. Do nesoglasij je prišlo tudi zaradi jeruzalemske krone: Rihard je podprl Guya, medtem ko sta Filip in Leopold podprla Konrada, s katerima je bil v sorodu. Nazadnje so se odločili, da bo krono obdržal Guy, po njegovi smrti pa bo prešla na Konrada. 
Filip in Leopold sta avgusta 1191 užaljena zapustila Sveto deželo. Filip je za seboj pustil 10.000 križarjev in 5.000 srebrnih mark za njihovo vzdrževanje.
Križarji so v mestu ujeli 2.700 muslimanskih branilcev in zanje zahtevali odkupnino. Ko je postalo jasno, da Saladin odkupnine ne namerava plačati, je dal Rihard 20. avgusta pred obzidjem Akona in pred očmi Saladinove vojske vse ujetnike obglaviti. 22. avgusta 1191 je Rihard s svojo vojsko zapustil Akko, ki je bil pod popolno križarsko kontrolo.

## Bitka pri Arsufu
Rihard je po osvojitvi Akke nameraval oditi v Jaffo, od koder bi lahko napadel Jeruzalem. Načrte mu je preprečila Saladinova vojska, ki ga je 7. septembra 1191 napadla  pri Arsufu, kakšnih 50 kilometrov severno od Jeruzalema. Rihard se je napadom spretno upiral, potem pa so hospitalci napadli desno, templjarji pa levo krilo Saladinove vojske in zmagali.

## Umor kralja in mirovna pogajanja
Po zmagi pri Arsufu je Rihard zasedel Jaffo in v mestu ustanovil svoj glavni stan. Saladinu je ponudil pogajanja in Saladin mu je poslal za pogajaca svojega brata Al-Adila. Pogajanja, na katerih so se dogovarjali tudi o poroki Rihardove sestre Ivane z Al-Adilom, so propadla in Rihard se je odpravil proti Askalonu. 
Rihard je pozval Konrada, naj se mu pridruži, Konrad pa je vabilo zavrnil in se pri tem skliceval na Rihardovo zavezništvo s kraljem Guyem. Konrad se je tudi sam pogajal s Saladinom, da bi preprečil Rihardov poskus, da bi mu v Guyevo korist odvzel Tir. Kakorkoli že, aprila je bil Rihard prisiljen priznati Konrada za Jeruzalemskega kralja, ker ga je na ta položaj izvolilo jeruzalemsko plemstvo. Guy na volitvah ni dobil niti enega glasu, Rihard pa mu je kot nadomestilo za izgubljeno kraljestvo prodal Ciper. Konrada sta še pred kronanjem na ulici v Tiru zahrbtno umorila dva asasina. Osem dni kasneje se je Rihardov nečak Henrik II. Šampanjski poročil z Konradovo nosečo vdovo kraljico Izabelo, zato so bili vsi prepričani, da so bili Konradovi morilci Rihardovi plačanci.
Julija 1192 je Saladinova vojska s tisoč vojaki iznenada napadla in osvojila Jaffo. Napad je bil maščevanje za pokol v Akonu. Pravijo, da je Saladin za napad vedel in je križarjem svetoval, naj se umaknejo v mestno citadelo, dokler napadalcev ne dobi pod svojo kontrolo. Kmalu zatem je v Jaffo priplul Rihard s svojim ladjevjem, vendar se ni izkrcal, ker ni vedel, kakšno je stanje v mestu. Ko je na ladjo priplaval neki duhovnik in mu povedal, zakaj gre, je 31. julija s 55 vojaki napadel mesto in ga osvojil. Do končne bitke, v kateri je zmagal Rihard, je prišlo 5. avgusta 1192.
2. septembra 1192 sta Rihard in Saladin v Ramli sklenila mirovno pogodbo. Jeruzalem je ostal pod muslimansko oblastjo, vendar so mesto lahko neovirano obiskovali neooboroženi krščanski romarji. 9. oktobra je Rihard zapustil Sveto deželo. 

## Posledice
Decembra 1192 je Riharda na poti domov aretiral vojvoda Leopold in ga obtožil umora svojega bratranca Konrada Montferraškega in odstranitve njegove zastave z obzidja Akona. Po plačilu odkupnine, ki je znašala 150.000 srebrnih mark, ga je prepustil cesarju Svetega Rimskega cesarstva Henriku VI.. Rihard se vrnil v Anglijo leta 1194 in leta 1199 umrl zaradi rane s samostrelom star 41 let.
Saladin je umrl leta 1193. Zapustil je zlatnik in 47 srebrnikov, ki jih je dal v dobrodelne namene. 
Henrik Šampanjski je umrl leta 1193 zaradi nesrečnega padca s konja. Kraljica Izabela se je po njegovi smrti četrtič poročila, tokrat z Amalrikom Lusignanskim, ki je po smrti brata Guya postal ciprski kralj. Po njuni smrti leta 1205 je Jeruzalemsko krono podedovala Marija Montferraška. 
Propadla tretja križarska vojna je šest let po svojem koncu sprožila četrto križarsko vojno. 
Dogodke v tretji vojni so opisali anonmni avtorji kronike Itinerarium Peregrinorum et Gesta Regis Ricardi, starofrancoskega nadaljevanja dela Viljema iz Tira (del zapisov pripisujejo Ernoulu)  ter kronisti Ambroise, Rogerij Howdenski, Ralph Dicetski in Giraldus Cambrensis.